# Gante-Wevelgem 1947
La Gante-Wevelgem 1947 fue la 9.ª edición de la carrera ciclista Gante-Wevelgem y se disputó el 30 de marzo de 1947 sobre una distancia de 230 km.  
El belga Maurice Desimpelaere (Alcyon-Dunlop) ganó en la prueba al imponerse al sprint a sus dos compañeros de fuga, sus compatriotas René Beyens y Lucien Vlaemynck, segundo y tercero respectivamente.  

## Clasificación final
| Posición | Ciclista             | Equipo           | Tiempo    |
| -------- | -------------------- | ---------------- | --------- |
| 1        | Maurice Desimpelaere | Alcyon-Dunlop    | 6h 45'00" |
| 2        | René Beyens          | Metropole-Dunlop | m.t.      |
| 3        | Lucien Vlaemynck     | Alcyon-Dunlop    | m.t.      |
| 4        | Valère Ollivier      | Bertin-Wolber    | a 2'10"   |
| 5        | André Rosseel        | Terrot           | m.t.      |
| 6        | Achiel Buysse        | Alcyon-Dunlop    | a 2'45"   |
| 7        | Roger Cnockaert      | Huybrechts       | m.t.      |
| 8        | Sylvain Grysolle     | Rochet           | m.t.      |
| 9        | Gino Bartali         | Legnano          | m.t.      |
| 10       | Emmanuel Thoma       | Starnord-Wolber  | m.t.      |